# Síria Palestina
Síria Palestina foi uma província do Império Romano entre 135 e 390. Foi criada a partir da fusão das antigas províncias da Síria e da Judeia depois da derrota da Revolta de Barcoquebas em 135. Logo depois de 193, as regiões sírias foram separadas em duas novas províncias, a Celessíria ao norte e a Fenícia ao sul, e a província novamente se reduziu ao território da antiga Judeia.

## História
Em 63 a.C. a Síria foi incorporada pela República Romana como uma província, depois de ser conquistada na campanha de Pompeu contra os partas.
Durante os séculos II e I a.C., o estado asmoneu independente da Judeia se expandiu pelos territórios do decadente Império Selêucida, mas, a partir do cerco de Jerusalém em 63 a.C. em diante, foi sendo cada vez mais influenciada por potências estrangeiras. A Judeia a princípio manteve sua independência, mas uma luta entre os herdeiros pró-romanos e pró-persas levou finalmente à ascensão de Herodes, o Grande, em 37 a.C., tornando a Judeia um reino cliente de Roma. Depois da morte de Herodes, o Reino Herodiano tornou-se uma tetrarquia, governada por seus filhos. Porém, em 6 d.C., depois de mais uma intervenção romana, a região foi formalmente organizada na província da Judeia.
A capital da Síria romana era Antioquia já desde o início do domínio romano, enquanto na Judeia a cidade principal era Cesareia Marítima, que, de acordo com o historiador H. H. Ben-Sasson, já "era a capital administrativa" da região desde sua criação.
As duas províncias foram o palco de importantes eventos da relação cada vez mais conflituosa entre as populações judaicas e helênicas. A situação finalmente explodiu em guerras abertas entre judeus e romanos, começando com a Grande Revolta Judaica de 66-70. Os distúrbios continuaram por toda a região e provocaram novo conflito na Guerra de Kitos, em 117-118. Entre 132 e 135, Simão Barcoquebas liderou uma revolta que levou seu nome contra o Império Romano que conseguiu conquistar Jerusalém e a região vizinha por três anos e foi proclamado "Messias" pelo rabino Aquiba bem José. Porém, as consequências foram terríveis: Adriano enviou o general Sexto Júlio Severo para a região e ele esmagou brutalmente a revolta, retomando a cidade.

### Consolidação

A província da Judeia no século I, pouco antes da criação da Síria Palestina.

Depois da vitória, Adriano passou a utilizar o nome de "Síria Palestina" para toda a região que antes era a província da Judeia. Ele provavelmente reviveu o antigo nome da região (Filístia [Philistia] - "Palestina", que significa "terra dos filisteus") e combinou-a com a vizinha Síria numa tentativa de suprimir a ligação judaica com a região[a]. Porém, Dião Cássio, o historiador romano a quem devemos a maior parte da nossa compreensão sobre a revolta, não menciona a mudança no nome e nem a razão por trás dela em sua "História Romana". A cidade de Élia Capitolina foi construída por Adriano sobre as ruínas de Jerusalém, mas a capital permaneceu ainda em Antioquia.
Em 193, as províncias da Celessíria e Fenícia foram separadas da Síria Palestina. Já no século III, os sírios chegaram mesmo a assumir o trono imperial durante a dinastia Severa e a região teve também um importante papel durante a crise do terceiro século.

### Império de Palmira e a ameaça sassânida
Começando em 212, as rotas comerciais de Palmira passaram a minguar conforme o Império Sassânida ia conquistando a região da foz dos rios Tigre e Eufrates. Vinte anos depois, a legião romana estacionada ali se revoltou, mas foi derrotada.
Sétimo Odenato, um príncipe de Palmira, foi nomeado por Valeriano como governador da província da Síria Palestina. Depois que Valeriano foi capturado pelos persas em 260 e morreu no cativeiro, em Bixapur, Odenato marchou até Ctesifonte (perto de Bagdá) para se vingar, invadindo a cidade por duas vezes. Quando o próprio Odenato foi morto por seu sobrinho, Meônio, a sua esposa, Zenóbia, assumiu o poder e passou a governar Palmira em nome do filho do casal Vabalato.
Zenóbia se revoltou contra a autoridade romana com a ajuda de Cássio Longino, que tomou Bostra e territórios tão distantes quando o Egito, fundando o Império de Palmira, de vida curta. Em seguida, ela tomou Antioquia e grandes porções da Ásia Menor ao norte. Em 272, o imperador romano Aureliano finalmente conseguiu restaurar o controle: Palmira foi cercada e saqueada, sem jamais recuperar sua antiga glória. Aureliano capturou Zenóbia e a levou de volta para Roma, onde ela foi paradeada presa por correntes de ouro na presença do senador Marcelo Pedro Nuteno, mas permitiu que ela se retirasse para a sua vila em Tibur. Ela se manteve ativa na política romana por muitos anos depois disso. Uma fortaleza legionária foi construída em Palmira e, embora a cidade não fosse mais um centro comercial relevante, ela era ainda uma importante intersecção de estradas romanas no deserto da Síria.
Diocleciano construiu o Campo de Diocleciano na cidade de Palmira para abrigar ainda mais legiões e cercou-o, numa tentativa de preservá-lo da ameaça sassânida. Durante o período bizantino nada se fez pela cidade além da construção de algumas igrejas e ela gradativamente se arruinou.

### Reorganização
Por volta de 390, a Síria Palestina foi novamente reorganizada em diversas unidades administrativas:
- Palestina Prima, abrangia as regiões da Judeia, Samaria, o litoral e Pereia, com capital em Cesareia;[8]
- Palestina Secunda,[8] que abrangia a Galileia, o baixo vale de Jezreel, a região para leste da Galileia e porção ocidental da antiga Decápole, com capital em Citópolis.

A Palestina Tércia, também chamada de "Salutar", foi separada no século VI e abrangia o Negueve, o sul da porção transjordânica da Arábia e a maior parte do Sinai, com capital em Petra.